# Renault Fuego
Renault Fuego byl sportovněji laděným vozem francouzské automobilky Renault. V Evropě se vyráběl pouhých 5 let, jeho výroba pokračovala v Argentině. V současné době se plánuje představení jeho nástupce. Automobil nezískal nikdy značnou popularitu, přestože šlo o první automobil vybavený centrálním zamykáním.

## Historie
Objevil se v únoru 1980, výroba byla ukončena v roce 1985, v argentině až v roce 1992 pod názvem Fuego GTA Max. Nahradil dosavadní sportovní modely Renault 15 a Renault 17. Celkem bylo vyrobeno 265 367 kusů. Design vozu měl na svědomí Robert Opron (Citroën SM). Automobil charakterizovalo prosklené zadní okno a černé pruhy na bocích karoserie. Po skončení krátké výroby vzrostla cena ojetých exemplářů. V roce 1983 se vozidlo začalo dodávat s centrálním zamykáním jako první automobil vůbec. Automobil si zahrál ve filmu Absolutně Scary.

## Technická data
Automobil dlouhý 4.4 m vycházel z vozu Renault 18. Motor byl uložen podélně a poháněl přední nápravu. Zpočátku byly nabízeny zážehové čtyřválce 1397 cm³ (46 kW), 1647 cm³ (69 kW) a 1995 cm³ (80 kW). V září 1982 prošlo Fuego faceliftem. V rámci modernizace se objevil přeplňovaný turbo diesel 2068 cm³ (66 kW). Pro americké trhy se objevil motor 1565 cm³ (97 kW, 200 km/h). Ten se na evropském trhu objevil až v roce 1983. Pro změnu byl z nabídky stažen dvoulitrový agregát. V roce 1984 byla ukončena varianta s dieselovým motorem. Podvozek většinou výkonným motorům nestačil. Karoserie automobilu je velmi náchylná ke korozi.